# Luciano Baietti
Luciano Baietti (nacido el 1 de septiembre de 1947) es un estudiante perpetuo que fue considerado como la persona con más títulos universitarios y terciarios del mundo. En 2024 fue superado por el español Antonio Monroy. Tiene quince títulos académicos que incluyen materias de Educación Física, Derecho, Literatura, Filosofía, Sociología, Criminología y Estrategia Militar. Baietti es un maestro de escuela jubilado que reside en la localidad de Velletri. La mayoría de sus títulos provienen de la Universidad La Sapienza de Roma. Actualmente está trabajando en su próxima carrera, una en Ciencias de los Alimentos.
Baietti nació en la ciudad de Velletri en las colinas Albanas, cerca de Roma.